# 山新
山新（1989年1月1日—），网名或为山攻攻、山新德南，真名王宥霁，曾用名為王爽，中国大陆配音员，声创联盟中文配音社团成员。她的艺名来自名侦探柯南的主角工藤新一和其日语配音员山口胜平。
山新是中国大陆新生代专业配音演员、北斗企鹅工作室配音演员、声创联盟中文配音社团主力社员之一。
2008年夏，因在《Keroro军曹》剧场版中为TAMAMA二等兵、摩亚、拉比以及MARU配音，而开始进入专业配音圈。2012年为雅马哈公司VOCALOID 3中的洛天依提供音源，成为第一个进入VOCALOID家族的中国人。主要作品有动画《十万个冷笑话》、《罗小黑战记》，《龙珠超 布罗利》，游戏《古剑奇谭》系列等。

## 生平
山新出身于郑州的一个中医世家。曾被家庭寄望读医学的她，却爱好日本动漫，她看的第一部动画是北斗神拳。因名侦探柯南的主角配音山口胜平而对配音产生爱好，三年级开始使用复读机练习录音。
根据现存资料，其参与声创联盟大约是2004年，最早的商业作品可能为2005年的《一公升的眼泪》。最初家人对其参与配音工作并不知情，直至她的某个参与传媒工作的亲戚在漫展上看到她的身影。
在郑州轻工业学院毕业后，山新为寻求发展到北京工作，最初因生计需要曾参与儿童插画绘画工作。后来她逐渐参与商业性质的配音，在以动画为主的配音工作基础上更参与电影及电视剧角色配音。
她一直自称是一名吃货，擅长菜色是西红柿炒鸡蛋和烤鸡翅。
2016年5月20日，山新在个人微博中宣布了结婚的消息，对象为同为配音员的皇贞季。

## 参与作品
以下为已知资料整理，部分电视剧参与配音资料不详。

### 商业动画
- 《重回猴岛》小猴
- 《超女娃娃》大MU、鸡亚、吉他猫
- 《云端的日子》小仟
- 《BOBO&TOTO动画系列》
- 《燕尾蝶》小王子
- 《考生之家》佳凝、吉米
- 《KERORO军曹剧场版中文版》中文版DVD TAMAMA、莫亚、拉比
- 《KERORO军曹剧场版2中文版》中文版DVD TAMAMA、摩亚、拉比、Maru
- 《HELLO菜菜》菜菜
- 《玛塔MATA》玛塔
- 《莫莫》小原
- 《夏桥街》小天、阿灰、阿贝
- 《象牙之城》卡利其
- 《阿特的奇幻之旅》希妮
- 《机甲兽神》延羽
- 《秦汉英雄传》小飞蛾、小雪
- 《虫虫计划》马达、杏仁
- 《健康智多星》阿吉
- 《杰米熊之神奇魔术》米米熊、丢丢
- 《可儿历险记》娇蛮公主
- 《Q版三国》小攻
- 《蜚闻记》萤小梦
- 《西游记》铁扇公主、小师妹
- 《SD高达·三国传》孙尚香
- 《三毛历险记》巧巧
- 《星游记》笛亚、月兔、包子妹
- 《阿狸·信燕》 桃子、阿狸
- 《罗小黑战记》罗小黑（猫/人形）、罗小白、山新（自己饰演自己）、皇受（山新养的猫，现实生活中也养了一只叫皇受的猫。）、阿根（玄离/罗小白的哥哥）比丟
- 《圣诞小英雄》小泥巴、小不点
- 《侠岚》 辰月
- 《十万个冷笑话》升级版哪吒、白雪公主、蛇妖女王
- 《非人哉》哪吒
- 《钢羽》（预告片）
- 《万乘之王》（仅预告片）
- 《那年那兔那些事儿》脚盆鸡、牛牛（约翰牛）
- 《雏蜂》琉璃
- 《实验品家庭》艾思莉
- 《暮光幻影》白鹿瞳
- 《天官賜福》宣姬
- 《喂，看見耳朵啦》阿淼
- 《斗神姬》李星瀾
- 《槍神記》凌
- 《冰火魔廚》鳳女

### 电视剧
- 《传说》了了
- 《一起又看流星雨》赵美然（葛小凤 饰）
- 《船来船往》Yoyo
- 《十五的月亮》
- 《大捕房》林野弦子（日语版配音）
- 《仙劍客棧》林月如（徐悅 飾）

### 电影
- 《一公升的眼泪》木藤亚野
- 《狐狸与孩子》主角LOLI（迪士尼）
- 《圣诞小英雄》小泥巴、小不点
- 《元年》伊玛
- 《失恋33天》
- 《十萬個冷笑話大電影》
- 《头脑特工队》乐乐
- 《新·大雄的日本诞生》《大雄的宇宙小戰爭 2021》《大雄與天空的理想鄉》《大雄的地球交响乐》《大雄的绘画奇遇记》哆啦A梦
- 《火影忍者剧场版：博人传》 漩涡博人
- 《蜡笔小新：梦境世界大突击》《蜡笔小新：我們的恐龙日記》野原新之助
- 《墊底辣妹》工藤彩加
- 《精灵宝可梦：波尔凯尼恩与机巧的玛机雅娜》小智
- 《名侦探柯南：纯黑的恶梦》《名侦探柯南：零的执行人》《名侦探柯南：绀青之拳》《名侦探柯南：绯色的子弹》《名侦探柯南：万圣节的新娘》《名侦探柯南：黑铁的鱼影》《名侦探柯南：贝克街的亡灵》《名侦探柯南：百万美元的五棱星》《名侦探柯南：迷宮的十字路口》《名偵探柯南：獨眼的殘像》吉田步美、菊川清一郎
- 《罗小黑战记》《罗小黑战记2》罗小黑、哪吒
- 《龙珠超 布罗利》布尔玛
- 《间谍过家家 代号：白》 阿尼亚·福杰

### 游戏
- 《古剑奇谭》周晴、章苏苏、灵女
- 《古剑奇谭2》闻人羽
- 《叙事曲（Ballade）》若瑜（Galgame）
- 《梦幻诛仙》鬼王宗·末离
- 《聊个斋》
- 《圣斗士online》
- 《三国杀OL》
- 《仙剑奇侠传四》槐米
- 《仙剑奇侠传五前传》小黑、葉霖
- 《仙剑奇侠传六》綺里小媛
- 《dota2》
- 《笑傲江湖OL》女玩家
- 《軒轅劍六》小瑚月
- 《軒轅劍穹之扉》子巧
- 《崩坏学园2/崩坏学园》琪亚娜
- 《少女咖啡枪》洛可可
- 《ICEY》艾希
- 《食之契約》朗姆酒

### 参与演唱歌曲
- 草泥马之歌[8]
- 绝世小攻
- 实现梦想的哆啦A梦[9]